# Tryptophol
Tryptophol ist eine chemische Verbindung aus der Gruppe der Indolderivate und Alkohole.

## Vorkommen
Tryptophol kommt natürlich in den Nadeln und Samen der Waldkiefer vor. Daneben entsteht Tryptophol bei der alkoholischen Fermentation als Sekundärprodukt und ist im Wein und Bier enthalten. Tryptophol wird auch von der Pilzart Candida albicans oder von der Schwammart Ircinia spiculosa erzeugt.

## Vorläufer für die Synthese anderer Verbindungen
Tryptophol wurde als Ausgangsstoff bei der Synthese von Dimethyltryptamin und Indoramin verwendet.